# Encyclia dichroma
Encyclia dichroma är en orkidéart som först beskrevs av John Lindley, och fick sitt nu gällande namn av Rudolf Schlechter. Encyclia dichroma ingår i släktet Encyclia och familjen orkidéer. Inga underarter finns listade i Catalogue of Life.

## Bildgalleri

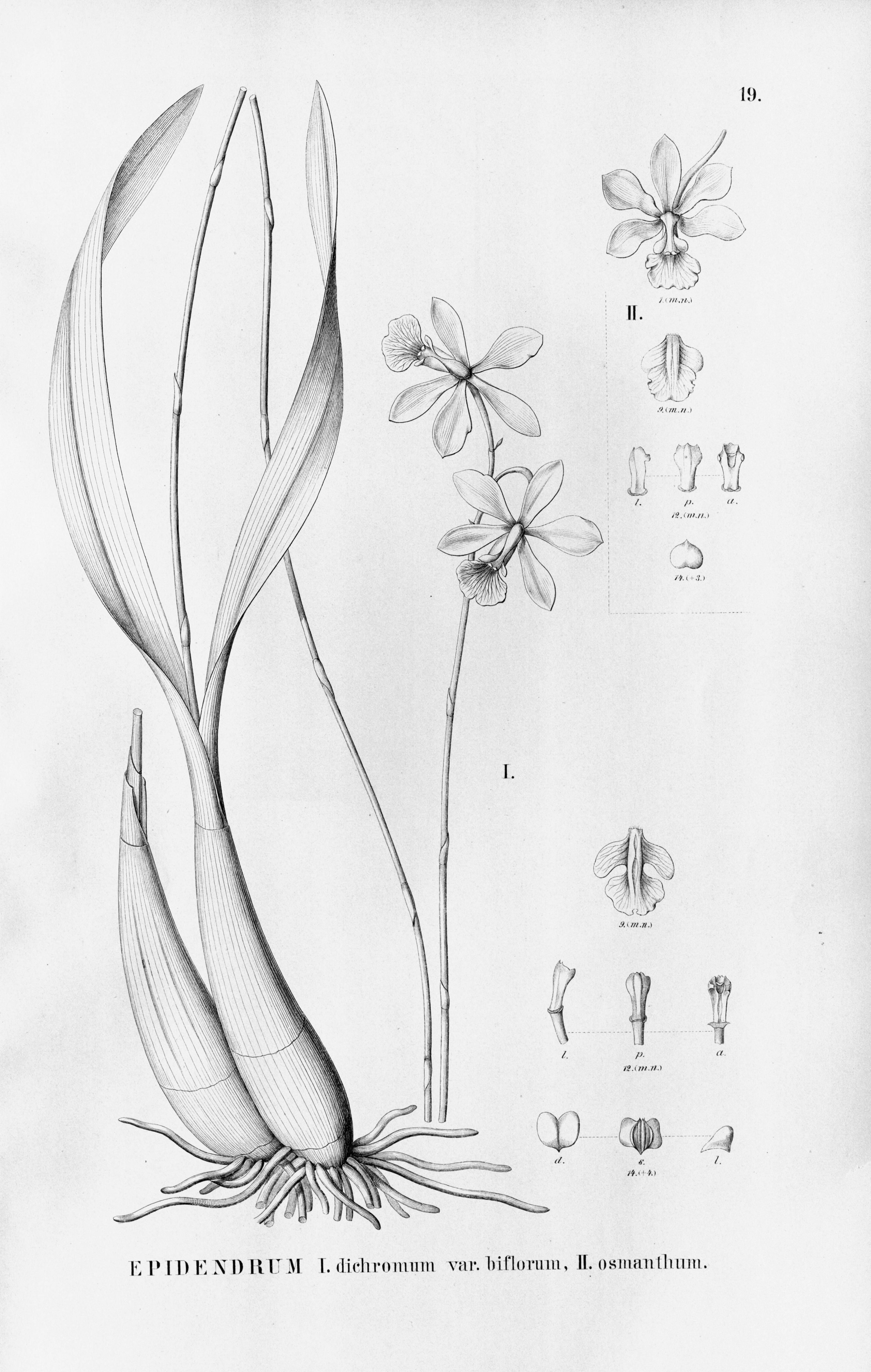